# Musaranya ratolí centreafricana
La musaranya ratolí centreafricana (Myosorex blarina) és una espècie de mamífer de la família de les musaranyes (Soricidae) endèmica d'Uganda. El seu hàbitat natural són les montanes i aiguamolls humits tropicals i subtropicals. Té un pelatge dens i uniforme, similar a la musaranya ratolí de Babault.Es troba amenaçada per la pèrdua d'hàbitat.